# Johannes Schreiber (Benediktiner)

Pater Johannes Schreiber (Kupferstich von Johann Caspar Lavater, 1775)

Pater Johannes Schreiber (* 10. November 1731 in Balzers; † 2. August 1805 in Einsiedeln) wurde als Franz Josef Adam Xaver geboren und war Einsiedler Mönch und Schulpädagoge.

## Leben
Johannes Schreiber wurde am 10. November 1731 als Sohn des Wirts und Landeshauptmanns Franz Josef und Maria Theresia Betschart geboren. Nach seiner Schulbildung an der Stiftsschule Einsiedeln trat er ins dortige Kloster ein und empfing am 19. September 1756 die Priesterweihe. Schreiber galt als wortgewaltiger Prediger.

## Pädagogik
Pater Johannes Schreiber arbeitete als Lehrer an der klostereigenen Stiftsschule und entwickelte dabei eigene Konzepte zur Förderung seiner Schüler. Sein Bildungsideal orientierte sich dabei stark an der Aufklärung. Anstatt ausführliches Auswendiglernen sollten die Schüler nur lernen, was sie später auch gebrauchen können, dieses Wissen in einfacher Sprache vermittelt bekommen und in gemeinsamen Diskussionen vertiefen.
Der Unterricht sollte die Kinder nicht nur zu guten Christen erziehen, sondern auch zu nützlichen Bürgern. Eine Wechselwirkung zwischen beiden Aspekten bestehe laut Schreiber darin, dass die Vaterlandsliebe keinen festeren Grund als die Religion haben kann. Naheliegenderweise war die Vaterlandsgeschichte damit auch eine der "ersten und notwendigsten" Kenntnisse für seine Schüler.
Eine Grundausbildung zwischen dem 7. und 13. Lebensjahr sollte seiner Meinung nach jedes Kind erhalten. Danach sollte entschieden werden, ob das Kind eine weiterführende Schule besuchen oder eine Berufsausbildung beginnen soll. Dieser Findungsprozess sollte durch Einblicke in Werkstätten und Fabriken unterstützt werden.
Auch nach einem vielbeachteten Aufsatz in der „Historischen, Philosophischen und Moralischen Wochenschrift“ konnten Schreibers Bildungspläne in der Schweiz nicht umgesetzt werden, da die Entscheidungsträger zu grosse Skepsis hegten.

## Ökumenische Bestrebungen
Auch abseits der Schulpädagogik bewies Johannes Schreiber ein aufgeklärtes Bewusstsein und führte einen regen interkonfessionellen Austausch mit dem reformierten Pfarrer Johann Caspar Lavater über diverse kontroverse theologische Themen.
Aus diesem Briefwechsel, der heute in der Zentralbibliothek Zürich liegt, entstand schnell eine Freundschaft, sodass Schreiber Lavater als einen „ewig zu liebenden besten Freund“ bezeichnete.
Lavater fand zu Schreiber ebenfalls überschwängliche Worte, nannte ihn in seinen Physiognomischen Fragmenten als Beispiel für einen "Religiosen" und beschrieb ihn dabei wie folgt:
»Dieser Mann ist eine der redlichsten, freymüthigsten, heitersten, dienstfertigsten Seelen! […] Wie ich sie liebe, diese starke fromme Unschuld! dieses Mönchsideal! diesen ganzen Menschen in seinem so trefflich ihm stehenden Ordenskleide! die ich mich ihm so gern vertraue! wie so ohne Zwang, ohne Widerspruch ich mich ihm mittheilen, ich ihm beichten würde! – Wie sein Verstand, seine Wissenschaft und sein Herz in der besten gemeinnützigsten Harmonie sind! […] eine treuere Bruderseele findest du nicht.«
Johannes Schreiber setzte sich für eine Rückkehr zu einer einfacheren Theologie ein. Im Mittelpunkt sollte dabei die Heilige Schrift stehen und Diskussionen über Spitzfindigkeiten vermieden werden.
Auch staatlichen Eingriffen in Kirchenbelange stimmte Schreiber prinzipiell zu, sofern die Regenten und Magistraten die Religion in ihrer echten, ursprünglichen Reinheit bewahren würden. Diese Position des Staatskirchentums galt als aufklärerisch und konnte bereits zur Reformationszeit ausgemacht werden.
Johannes Schreiber sah – zumindest im Sommer 1775 – hinsichtlich des Glaubens und der Lehre keine Hindernisse für eine Vereinigung der katholischen und protestantischen Kirche und betonte die Verbundenheit über dasselbe Evangelium und denselben Gott.

## Französische Revolution
Auch wenn in der Einsiedler Mönchsgemeinschaft eine aufgeschlossene Haltung gegenüber typisch aufklärerische Themen gefunden werden konnte, wandten sich viele Konventualen nach 1798 dem reaktionären Lager zu, da sie durch die Gewaltmassnahmen der Französischen Revolution enttäuscht wurden.
Dies hatte auch Auswirkungen auf Johannes Schreiber. Vor den französischen Entwicklungen kritisierte er beispielsweise den Unfehlbarkeitsanspruch des Papstes, da nur die Gesamtheit der Bischöfe unfehlbar sei. Später änderte er jedoch diese Position und schrieb nur dem Pontifex die ausschliessliche geistliche Gewalt zu.
Bereits Ende 1780 hatte ihn der neugewählte Abt Beat Küttel in seiner antiaufklärerischen Gesinnung aufgefordert, seine Briefe an Lavater zurückzufordern und den Briefwechsel mit seinem Freund zu beenden. Als freidenkender Konventuale wurde Johannes Schreiber am 5. Januar 1781 als sogenannter „Privatpater“ auf das dem Kloster zugehörige Schloss Sonnenberg geschickt und lebte dort ohne bestimmte Aufgabe bis zu seinem Tod.